# Chelbacheb-Inseln
Die Chelbacheb-Inseln, auch als Rock Islands von Palau bekannt, sind ein im Westpazifik liegender und zur Inselrepublik Palau zählender Archipel im Zentrum der Palauinseln. Das Gebiet erstreckt sich von der Südwestküste der Insel Koror über etwa 40 Kilometer Luftlinie bis zur Nordostküste der Insel Peleliu und wird an beiden Längsseiten von einem dichten Korallenriff eingefasst.

## Geologie

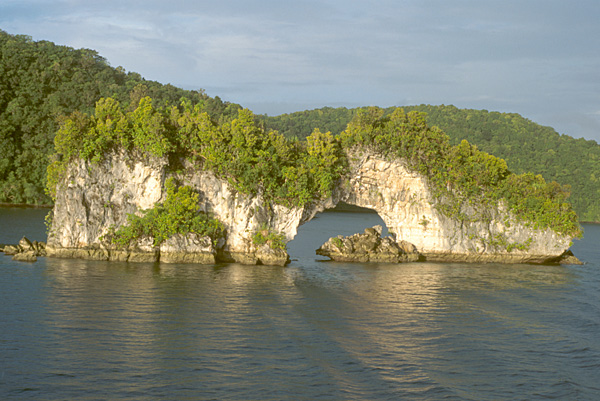
Unterspültes Eiland

Die hoch aus dem Riff heraus „gewachsenen“ Rock Islands sind kleine verschlungene oder winzige kreisrunde Eilande, die wie üppig bewachsene Pilzköpfe aus dem Meer ragen. Die Kalksteininseln sind teilweise unterspült oder ausgehöhlt, was zu einzigartigen Inselformen oder Höhlenbildungen führte (Kegelkarst). Auf den etwas größeren Inseln finden sich zudem Brackwasserseen; einer der bekanntesten hiervon ist der Quallensee auf der Insel Eil Malk.

## Geographie
Der Archipel besteht aus einer großflächigen Lagune, in der vier Hauptinselgruppen liegen, und einem ovalen Saumriff, das die Lagune fast vollständig umschließt; lediglich zur Insel Koror hin ist das Riff natürlich unterbrochen. Ein künstlicher Durchbruch ist der „German Channel“ im südwestlichen Außenriff. Während der Kolonialisierung von Palau durch das Deutsche Reich wurde hier ein schmaler Kanal in das Korallenriff gesprengt, um eine direkte Schiffsverbindung von den Phosphatminen auf Angaur mit dem Hafen von Koror zu ermöglichen.
Zu den Chelbacheb-Inseln zählt man zwischen 200 und 300 Inseln, wovon keine einzige permanent bewohnt ist. Sie lassen sich grob in vier Hauptgruppen unterteilen:
- Ulebsechel-Inseln: Inselgruppe im Nordosten, nahe der Insel Koror
- Urukthapel-Inseln: Inselgruppe südwestlich der Ulebsechel-Inseln
- Ulong-Inseln: Inselgruppe westlich der Urukthapel-Inseln
- Mecherchar-Inseln: Inselgruppe im Südosten des Archipels (dort liegt die Insel Eil Malk)

Hinzu kommen einige kleinere Inselgruppen im Südwesten und Süden des Archipels, etwa:
- Seventy Islands: Inselgruppe westlich der Mecherchar-Inseln
- Ngemelis-Inseln: Inselgruppe südlich der Seventy Islands
- Ngeroi-Inseln: Inselgruppe ganz im Süden, nahe der Insel Peleliu

Daneben finden sich unzählige verstreute Eilande, die nicht unmittelbar einer Haupt- oder Untergruppe zugeordnet werden können. Die Gesamtfläche aller Landgebiete der Rock Islands beträgt schätzungsweise 70 km².

## Tourismus und Naturschutz

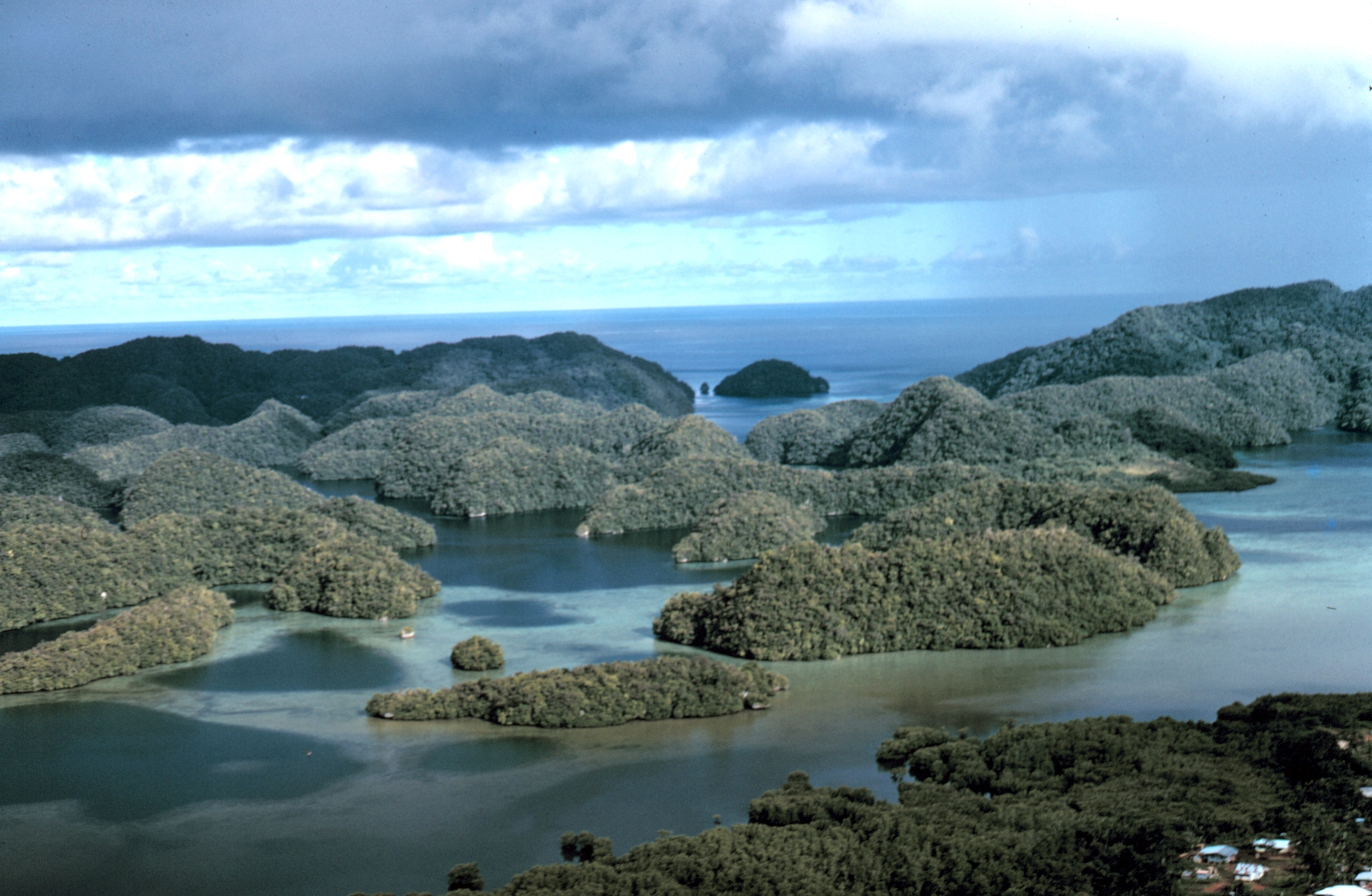
Luftbild einiger Rock Islands

Das verwinkelte Inselgebiet und seine Unterwasserwelt sind ein beliebtes Urlaubsziel von Sporttauchern und Kajakfahrern aus aller Welt. Die Rock Islands sind allerdings auch ein maritimes Naturschutzgebiet, das zur Bewahrung der Natur über und unter Wasser nur an bestimmten Stellen befahren bzw. begangen werden darf. Am 29. Juni 2012 wurde die Südliche Lagune der Rock Islands durch die UNESCO zum Weltnatur- und -kulturerbe erklärt.